# Het Hert (brouwerij)

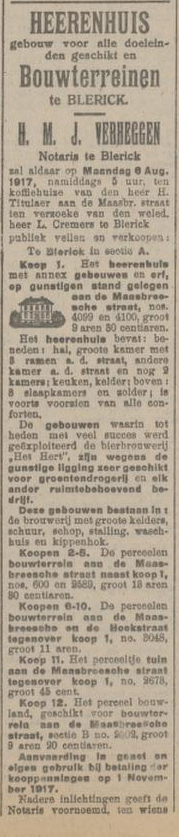
Aankondiging van de veiling. Het tekeningetje duikt ook op in andere advertenties voor onroerend goed en beeldt dus niet de brouwerij af.

Het Hert of 't Hert is een verdwenen brouwerij in de Nederlandse plaats Blerick, tegenwoordig een stadsdeel van Venlo.

## Benaming
De bronnen die de brouwerij noemen, duiden deze aan als het Hert of Het Hert maar bijgaande advertentie geeft 't Hert.

## Historie
De brouwerij annex café werd opgericht in 1867, toen Gerard Hillen een rosmolen kocht aan de Maasbreesestraat, in de omgeving van de Hoekstraat. Toen hij in 1881 overleed, werd de brouwerij voortgezet door zijn weduwe Maria Catharina Hubertina Schreuders en hun zoon Willem Albert Hillen.
In 1884 kreeg de saison uit deze brouwerij een prijs van de Commissie uit den Volksbond tot bevordering van het gebruik van inlandsche bieren met een laag alcoholgehalte.
De brouwerij werd in 1895 verkocht aan Louis Sibert Cremers, wiens moeder eigenaresse was van brouwerij Limburg in Wanssum.

### Laatste jaren
Zoals meer Blerickse brouwers zag Cremers zich in mei en november 1916 gedwongen meer geld te vragen voor zijn bier. In december adverteerde hij nog voor bokbier, maar in juni 1917 stopte hij met brouwen en op 6 augustus liet hij het onroerend goed veilen. Dit omvatte zijn herenhuis en de brouwerij met bijgebouwen, alsmede een aantal omringende percelen.

## Eigenaren
- Gerard Hillen (oprichter)
- Maria Catharina Hubertina Schreuders (weduwe van Hillen)
- Willem Albert Hillen (zoon)
- Louis Sibert Cremers (koper)

## Bieren
- Bokbier
- Lager
- Saison (Alcoholgehalte hoogstens 3 procent, moutextract-gehalte 5 tot 8 procent.)

Belhamel · Hertog Jan Arcener Tripel · Hertog Jan Bastaard Gember en Citroen · Hertog Jan Bockbier · Hertog Jan Dubbel · Hertog Jan Hoppig Blond Enkel · Hertog Jan Grand Prestige · Hertog Jan Karakter · Hertog Jan Lentebock · Hertog Jan Winterbier · Hertog Jan Pilsener · Hertog Jan Tripel · Hertog Jan Weizener · De Klep Venlo's Vers · De Klep Venlo's Alt · De Klep Wit Gold Blônd · De Klep Dominicaner Weizen · De Klep De Kuus Export Stout · De Klep Sinterkrökke Doppel Winterbock · De Klep Witte van Grubbe · De Klep Jupa IPA · De Klep NEIPA · De Klep 4-granen Tripel · Sintermerte Herfstbok · Venloos Paeterke Inkel · Venloos Paeterke Döbbel · Venloos Paeterke Triepel · Venloos Paeterke Quadröppel · Venloosch Alt

Verdwenen: Blônd & Blauw · Festina Lentebok (Venlose Vrind) · Hertog Jan Bastaard Appel en Citroengras · Hertog Jan Oerblond · Hertog Jan Oud Bruin · Hertog Jan Primator · Het Elfde Gebod · Kloëte Klep Tripel · Klosterbräu · Lommen Baer · Sur Meuse · Törfkes Döbbel · Venlose Vrind · Zomerparkfeest Extra